# Fernando Carvallo
Rubén Fernando Carvallo Muñoz (n. Santiago, Chile, 24 de septiembre de 1948) es un exfutbolista y actual entrenador chileno.

## Biografía

### Como futbolista
Ingresó desde joven a las divisiones inferiores de la Universidad Católica, debutando profesionalmente en el año 1966 como mediocampista. Rápidamente se destacó dentro del equipo, ganándose el puesto de titular, en especial por su zurda en los tiros libres. Estuvo defendiendo la camiseta de la Universidad Católica hasta 1972, ganándose el respeto de la hinchada cruzada, junto a su hermano Luis Hernán. También fue por estos años que fue citado varias veces a la Selección de fútbol de Chile. Con la Universidad Católica ganó el título de la Primera división de Chile, el año 1966. 
En febrero y marzo de 1972 jugó la Copa Libertadores por Unión San Felipe, cedido desde la UC. Jugó 5 de los 6 partidos de la Fase Grupos (en uno fue expulsado) y anotó 1 gol. Finalizada la participación internacional del equipo aconcagüino, volvió a la UC, en el que fue su último año en el club como jugador. En 1973 pasó a la Unión Española, donde no estuvo mucho tiempo, ya que a los pocos meses fue contratado por el Cádiz CF, un club de la Segunda división de España.
En el Cádiz CF, pasó los mejores momentos de su carrera como futbolista. Esto coincidió con una de las mejores etapas del club español en su historia, ya que el Cádiz CF luchaba por entrar a la Primera división de España. Tras varios años en que este sueño no se pudo cumplir, en 1977 el club consiguió ascender, para así culminar una etapa gloriosa en el fútbol español. El final de su carrera en Europa llegó en 1978, cuando por problemas con la dirigencia terminó saliendo del club a mitad del campeonato, en el cual el Cádiz CF descendería nuevamente a la Segunda división de España. Tras esto volvió a Chile, fichando en Unión Española, donde pudo reeditar su época de gloria en el fútbol chileno. Finalmente en 1982 y con 34 años, Fernando Carvallo se retiró del fútbol.

### Como entrenador
Posteriormente a su retiro como futbolista, pasó a dirigir en las divisiones inferiores de la Universidad Católica. En 1991 se tiene que hacer cargo, por un corto período, del primer equipo del club. Posteriormente vuelve a las divisiones inferiores, hasta que en el año 1996 es confirmado por la dirigencia cruzada como entrenador de la Universidad Católica, sustituyendo a Manuel Pellegrini. Tiene un paso extenso por la Universidad Católica, obteniendo el título del Torneo de Apertura 1997, ganando en la final a Colo-Colo, y varios subcampeonatos, como el del Torneo de Clausura 1997 y el de 1999.
Luego de ser cesado ese mismo año, pasa tres años de receso en el fútbol activo, hasta que es contratado en el 2002 por Palestino. Un año después llega a la Unión Española, donde llega a la final del Torneo de Clausura 2004, perdiéndola ante Cobreloa. Posteriormente vuelve a Palestino en 2005, y nuevamente a la Unión Española en el 2006, sin grandes resultados. Asumió por segunda vez el cargo de entrenador de la Universidad Católica en el año 2007, reemplazando a José Guillermo del Solar. Renunció a la banca cruzada en octubre del año siguiente, tras una irregular campaña en el Torneo de Clausura 2008. Sin embargo luego de tres años de ausencia en las canchas, el año 2011 la ANFP lo designa como nuevo Director Técnico de la Selección Sub-20 de Chile, puesto al cual renuncia el día 19 de noviembre de 2012 en solidaridad con Claudio Borghi, extécnico de la selección adulta de fútbol de Chile.

## Trayectoria

### Como futbolista
| Club                        | País   | Año       |
| --------------------------- | ------ | --------- |
| Universidad Católica        | Chile  | 1966-1972 |
| → Unión San Felipe (Cedido) | Chile  | 1972      |
| Unión Española              | Chile  | 1973      |
| Cádiz CF                    | España | 1973-1978 |
| Unión Española              | Chile  | 1978-1982 |

### Como entrenador
| Club                     | País  | Año       |
| ------------------------ | ----- | --------- |
| Universidad Católica     | Chile | 1990-1991 |
| Selección chilena sub-23 | Chile | 1995-1996 |
| Universidad Católica     | Chile | 1996-1999 |
| Palestino                | Chile | 2002      |
| Unión Española           | Chile | 2003-2004 |
| Palestino                | Chile | 2005      |
| Unión Española           | Chile | 2006      |
| Universidad Católica     | Chile | 2007-2008 |
| Selección chilena sub-20 | Chile | 2011-2012 |

### Como director deportivo
| Club       | País  | Año       |
| ---------- | ----- | --------- |
| Colo Colo  | Chile | 2015-2016 |
| Magallanes | Chile | 2019-     |

## Palmarés

### Torneos nacionales de reservas
| Título             | Equipo               | País  | Año  |
| ------------------ | -------------------- | ----- | ---- |
| Torneo de Reservas | Universidad Católica | Chile | 1965 |
| Torneo de Reservas | Universidad Católica | Chile | 1966 |
| Torneo de Reservas | Universidad Católica | Chile | 1967 |

#### Torneos nacionales oficiales
| Título                    | Equipo               | País  | Año  |
| ------------------------- | -------------------- | ----- | ---- |
| Primera División de Chile | Universidad Católica | Chile | 1966 |
| Primera División de Chile | Unión Española       | Chile | 1973 |

### Como entrenador

#### Torneos nacionales
| Título                    | Equipo               | País  | Año    |
| ------------------------- | -------------------- | ----- | ------ |
| Primera División de Chile | Universidad Católica | Chile | 1997-A |